# Ameletus similior
Ameletus similior är en dagsländeart som beskrevs av Mcdunnough 1928. Ameletus similior ingår i släktet Ameletus och familjen Ameletidae. Inga underarter finns listade i Catalogue of Life.